# Judy Fryd
Judy Fryd (Hornsey, 31 ottobre 1909 – Hornsey, ottobre 2000) è stata un'attivista britannica a favore dei bambini con handicap mentale e il fondatrice della  The National Association of Parents of Backward Children, ora conosciuta come MENCAP.

## Biografia
Dopo aver frequentato la Minchenden School, studiò economia e scienze politiche presso il Ruskin College di Oxford. Sposò John Fryd e dalla loro unione nacque la figlia Felicity, nata con una disabilità di apprendimento. La sua esperienza la portò ad intraprendere una campagna per migliorare le condizioni di questi bambini e delle loro famiglie.
Nell'ottobre 2009 è stato annunciato che la sua effigie sarebbe stata presente per una nuova serie di francobolli della Royal Mail.